# E372号線
E372号線 (E372ごうせん、英: European route E372) はポーランドのワルシャワと、ウクライナのリヴィウを結ぶ、欧州自動車道路のBクラス幹線道路。

## 経路

### 経過する主要都市
- ポーランド
  - ワルシャワ
  - ルブリン
- ウクライナ
  - リヴィウ